# Mecklenburgisches Urkundenbuch
Le Mecklenburgisches Urkundenbuch (court : MUB, plus rarement : M.U.B.) est un ouvrage de référence sur l'histoire médiévale du Mecklembourg. Il rassemble les textes de toutes les sources diplomatiques subsistantes sur l'histoire de ce territoire depuis les premiers écrits jusqu'à la fin du XIVe siècle.

## Genèse
Le 24 Avril 1860, lors de la célébration du 25e anniversaire de l'association pour l'histoire et l'antiquité  du Mecklembourg il est proposé de publier un livre d'actes du Mecklembourg. Cette proposition est immédiatement adoptée. Le souhait est de créer un recueil de toutes les sources historiques connues. Les premiers efforts dans ce sens ont déjà été faits, entre autres, par le pasteur David Franck (de). Mais ce n'est qu'avec la fondation de l'association en 1835, grâce à son étroite collaboration avec les archives centrales de l'État de Mecklembourg-Schwerin et à sa large acceptation par les principaux représentants et décideurs de l'État et de la société des deux parties de l'État de Mecklembourg, qu'une base technique et scientifique suffisante est créée pour pouvoir entreprendre et mener à bien un tel projet éditorial de grande envergure.
À cette fin, le grand-duc Frédéric-François Ier ouvre pour la première fois les archives de sa maison à la recherche historique. Georg Christian Friedrich Lisch, qu'il nomme conseiller archiviste, s'avère être un coup de chance à ce poste. La collecte et la réunion de tous les documents et sources disponibles sur l'histoire du Mecklembourg sont conçues dès le départ comme un travail qui prendrait des années, voire des décennies. Des contributions individuelles paraissent déjà paru dans les "annuaires" de l'association. Le matériel recueilli jusque-là permet de publier une résolution en 1860 pour s'attaquer à l'impression du MUB. L'éditeur est l'Association pour l'histoire et l'archéologie du Mecklembourg à Schwerin, qui forme une commission scientifique distincte pour le MUB. Du début jusqu'à sa mort, c'est d'abord sous la direction et la responsabilité de Georg Christian Friedrich Lisch, puis jusqu'en 1889 sous celle de son successeur Friedrich Wigger (de), qui a travaillé comme éditeur dès le début. Cela est suivi par Hermann Grotefend (de) (jusqu'en 1903) et Friedrich Stuhr (de).
Le premier volume paraît en 1863 "sur commande du Stiller'schen Hofbuchhandlung" à Schwerin. En 1913, un total de 24 volumes ont été publiés avec les réimpressions chronologiques de 13 739 documents et textes historiques de la période allant de l'an 786 (Charles, roi des Francs, fait don du diocèse de Verden (de)) à l'an 1400. Les volumes XXV A (1936) et XXV B (1977) sont publiés en tant que suppléments. Les gravures sur bois de sceaux traditionnels sont incluses sans ordre particulier. Initialement au prix de cinq Reichstaler par volume, le MUB n'est initialement accessible qu'aux universitaires. Cela change à partir de 1873, lorsque l'association donne gratuitement 200 exemplaires de chaque volume aux bureaux, magistrats, tribunaux et prépositions à usage général.
À ce jour, aucune tentative n'aest faite pour continuer le livre de documents du Mecklembourg pour la période suivante à partir de 1400. Des registres existent dans les Archives principales d'État de Schwerin (de).

## Sources
Le trésor le plus important pour la "Commission de documentation" est le archives secrètes grand-ducales et principales de l'État de Mecklembourg-Schwerin à Schwerin. Un premier registre des documents du château ducal, le Registrum certarum litterarum existencium in custodia cancellarie dominorum ducum Magnopolensium, est créé vers la fin du XVe siècle. En 1579, le duc Ulrich charge le jeune Samuel Fabricius de gérer la bibliothèque et les archives. Il crée un registre appelé Repertorium Fabricianum, qui est encore en usage au XIXe siècle, a une grande valeur pratique. Les archives ecclésiastiques telles que Ratzeburg et Schwerin "Stifts-Archive", les archives des abbayes de Broda (de), Dobbertin, Doberan (de), Malchow (de), Neukloster (de) (Sonnencamp), Tempzin (de), Wanzka, Zarrentin, entre autres, ainsi que les documents profanes de la ville des archives sont ajoutées comme sources supplémentaires, ainsi que de nombreux documents provenant d'archives en dehors du Mecklembourg. Numériquement, les sources privées ne jouent qu'un petit rôle. Dans l'introduction du 1er volume, il y a aussi une liste des publications évaluées dans le volume MUB.

## Signification
Le MUB est aujourd'hui considéré comme l'une des plus importantes éditions de sources sur l'histoire médiévale d'un territoire dans l'espace germanophone. Depuis sa parution, il a souvent servi de référence et de modèle pour des projets d'édition comparables. Il est aujourd'hui encore l'un des ouvrages de base les plus importants de la recherche historique sur le Mecklembourg pour la période considérée.

## Table des matières
"Première section"

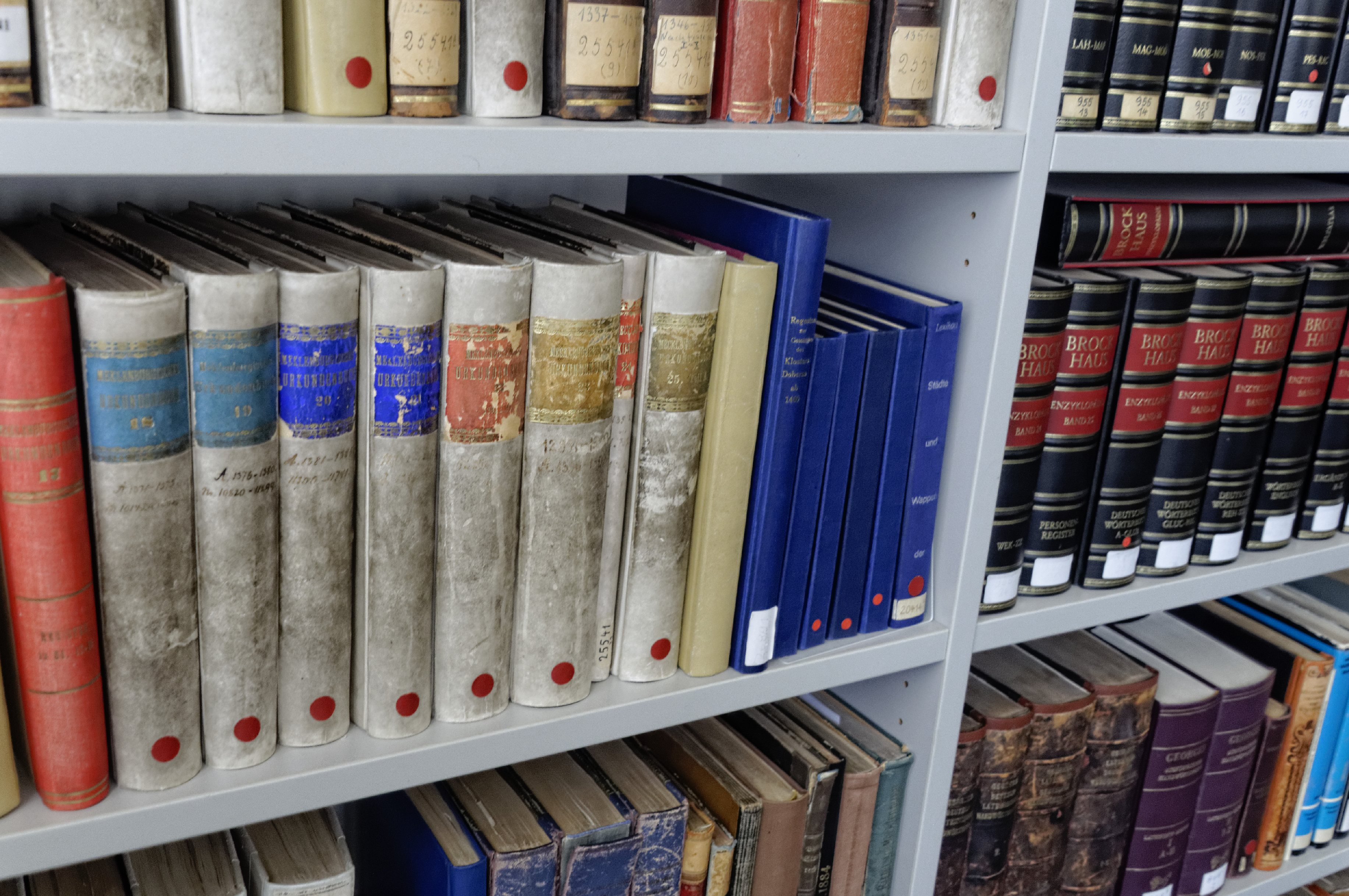
Volumes du MUB dans les .(2017)

- Band I (1863): Nr. 1–666 (786–1250) Digitalisat in der Google Buchsuche
- Band II (1864): Nr. 667–1557 (1251–1280) Digitalisat in der Google Buchsuche
- Band III (1865): Nr. 1558–2425 (1281–1296) Digitalisat in der Google Buchsuche
- Band IV (1867): Nr. 2426–2723 (1297–1300), Nachträge und Register zu I–IV, Siegel (Tafel 1–34) Digitalisat in der Google Buchsuche

"Seconde section"
- Band V (1869): Nr. 2724–3581 (1301–1312) Digitalisat in der Google Buchsuche
- Band VI (1870): Nr. 3582–4318 (1313–1321) Digitalisat in der Google Buchsuche
- Band VII (1872): Nr. 4319–5008 (1322–1328) Digitalisat in der Google Buchsuche
- Band VIII (1873): Nr. 5009–5727 (1329–1336) Digitalisat in der Google Buchsuche
- Band IX (1875): Nr. 5728–6602 (1337–1345) Digitalisat in der Google Buchsuche
- Band X (1877): Nr. 6603–7399 (1346–1350), Nachträge zu I–X, Siegel (Tafel 35–70) Digitalisat in der Google Buchsuche
- Band XI (1878): Orts- und Personenregister zu V-X Digitalisat in der Google Buchsuche
- Band XII (1882): Wort- und Sachregister zu V-X Digitalisat in der Google Buchsuche (nutzungsbeschränkt)

"Troisième section"
- Band XIII (1884): Nr. 7400–8174 (1351–1355) Digitalisat in der Google Buchsuche (nutzungsbeschränkt)
- Band XIV (1886): Nr. 8175–8817 (1356–1360) Digitalisat in der Google Buchsuche (nutzungsbeschränkt)
- Band XV (1890): Nr. 8818–9430 (1360–1365) Digitalisat in der Google Buchsuche (nutzungsbeschränkt)
- Band XVI (1893): Nr. 9431–10141 (1366–1370) Digitalisat in der Google Buchsuche (nutzungsbeschränkt)
- Band XVII (1897): Register zu XIII–XVI Digitalisat in der Google Buchsuche (nutzungsbeschränkt)
- Band XVIII (1897): Nr. 10142–10819 (1371–1375), Register Digitalisat in der Google Buchsuche (nutzungsbeschränkt)
- Band XIX (1899): Nr. 10820–11299 (1376–1380), Register Digitalisat in der Google Buchsuche (nutzungsbeschränkt)
- Band XX (1900): Nr. 11300–11741 (1381–1385), Register Digitalisat in der Google Buchsuche (nutzungsbeschränkt)
- Band XXI (1903): Nr. 11742–12251 (1386–1390), Register Digitalisat in der Google Buchsuche (nutzungsbeschränkt)
- Band XXII (1907): Nr. 12252–12880 (1391–1395), Register Digitalisat in der Google Buchsuche (nutzungsbeschränkt)
- Band XXIII (1911): Nr. 12881–13561 (1396–1399), Register
- Band XXIV (1913): Nr. 13562–13739 (1400), Register, Siegel (Tafel 71–114)

suppléments
- Band XXV A (1936): Nachträge 1166–1400
- Band XXV B (1977): Nachträge 1235–1400

## Documents de la MUB dans Wikipédia

### Documents uniques
Comme preuve des documents mecklembourgeois, il suffit simplement d'indiquer le numéro du document, qui est continu sur tous les volumes. Facultativement, le volume dans lequel le certificat en question est contenu peut également être nommé.
- 1188, 19 septembre: Privilège de Barberousse (de) (MUB I, 143), octroi de droits spéciaux pour la ville de Lübeck dans le pays de Klütz (de)
- 1194 Traité de partage d'Isfried (de) (MUB I, 145) Division des terres de l'abbayeentre l'évêque et le chapitre de la cathédrale avec une liste synoptique des lieux
- 1226, juin: Lettre de liberté impériale de Lübeck (de) (MUB I, 322), confirmation du privilège de Barberousse et des frontières à Priwall (de) et Trave
- 1230-1234 : Registre des dîmes de Ratzebourg (de) (MUB I, 375), liste synoptique des lieux du registre des dîmes triés par paroisse avec les toponymes d'aujourd'hui
- 1283, 13 juin : Traité de paix de Rostock (de) (MUB III, 1682), traité de paix limité à dix ans

### Vues des documents reproduits

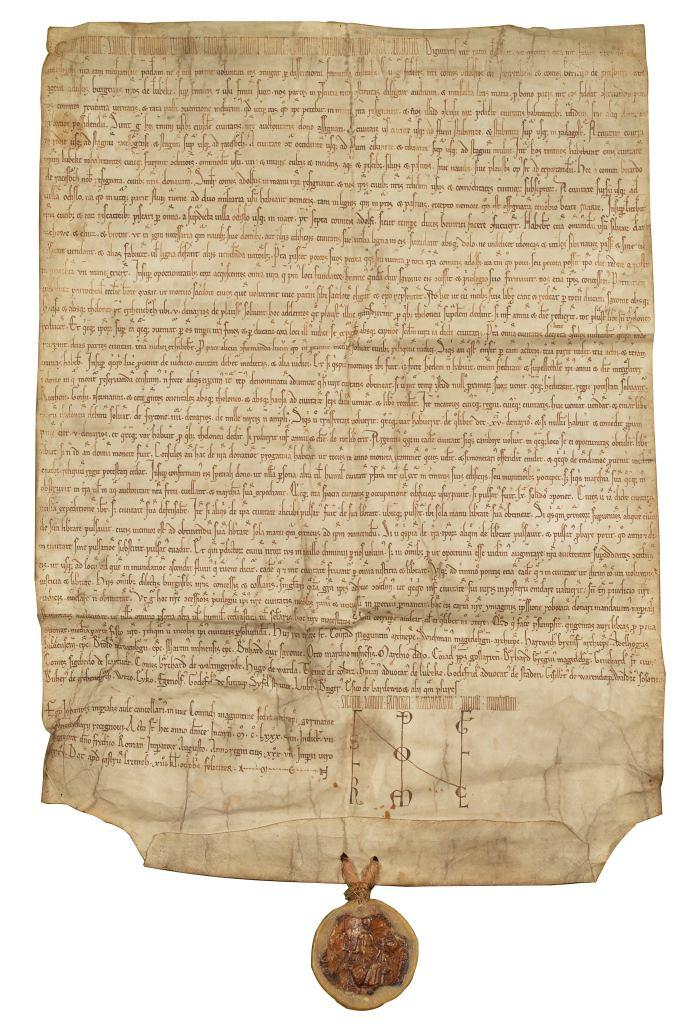
Copie falsifiée du privilège de Barberousse dans les archives de la ville hanséatique de Lübeck
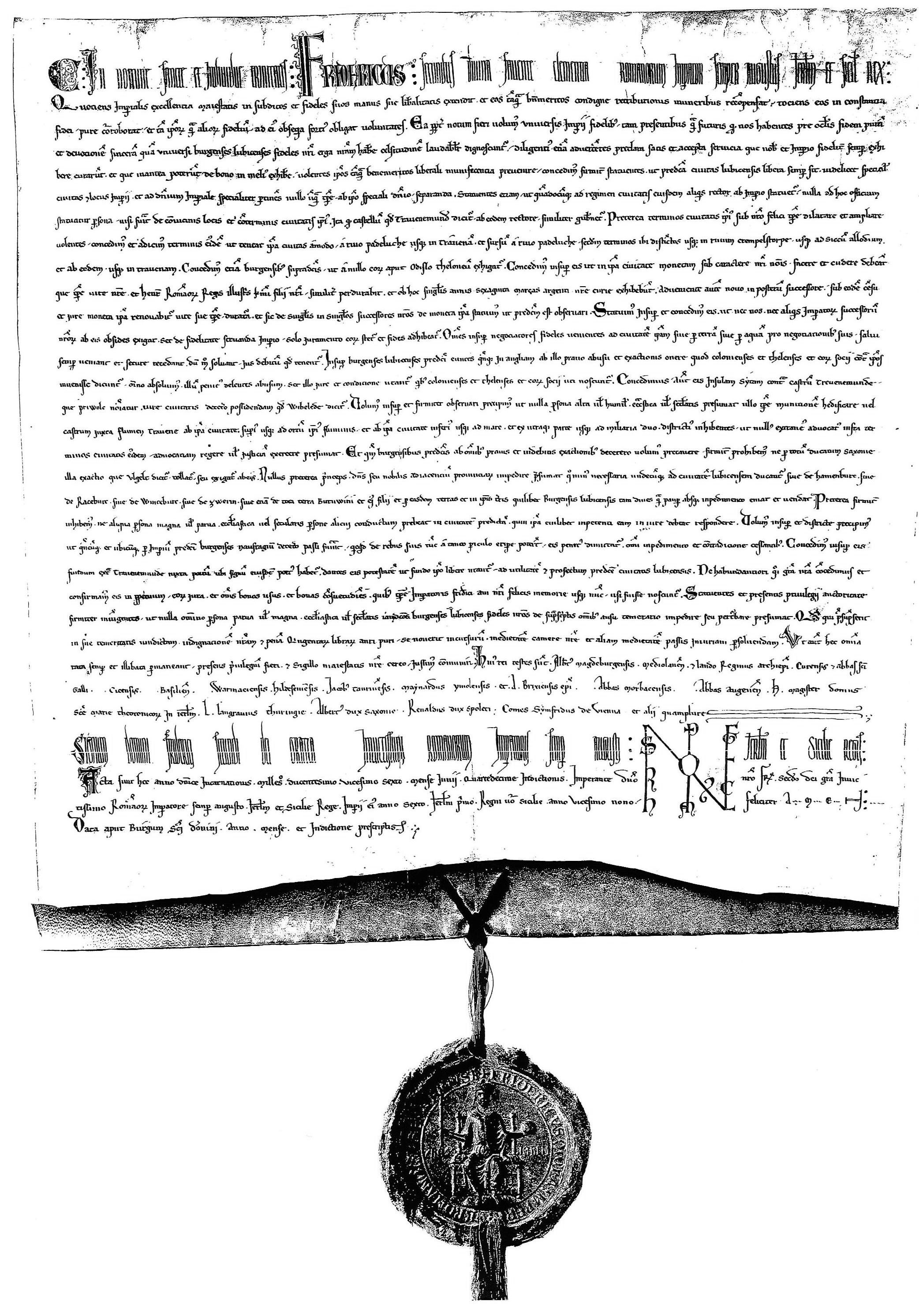
Lettre de liberté impériale de la ville de Lübeck en 1226
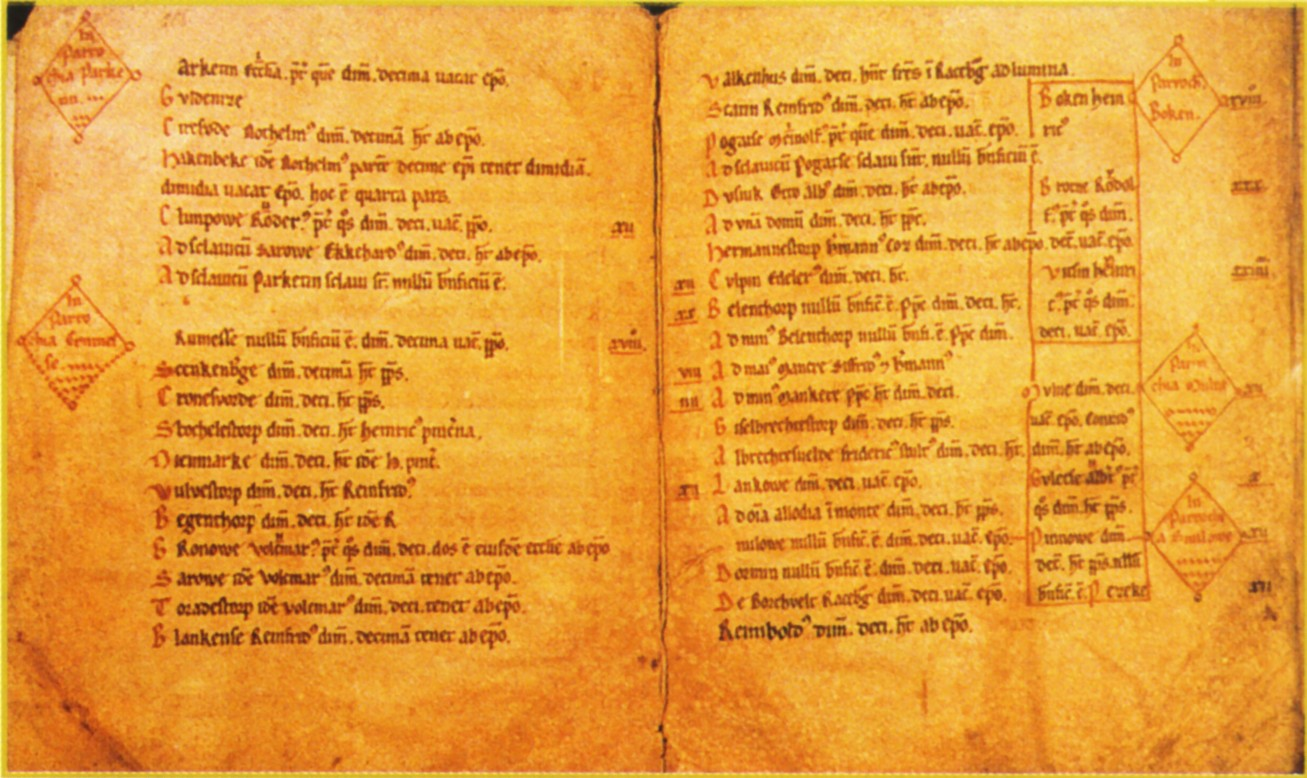
Page du registre des dîmes de Ratzebourg